# Gildo Caputo
 (mai 2010).
Si vous disposez d'ouvrages ou d'articles de référence ou si vous connaissez des sites web de qualité traitant du thème abordé ici, merci de compléter l'article en donnant les références utiles à sa vérifiabilité et en les liant à la section « Notes et références ».
Pour les articles homonymes, voir Caputo.
Gildo Caputo (né Ermenegilde Angelo Caputo à Paris le 24 juin 1904 de parents italiens et mort à Paris le 27 février 1988) est un marchand d'art antifasciste italien naturalisé français. Il est le fils d'un peintre originaire de Salerne, Ulisse Caputo, et petit-fils d'éditeur (sa mère milanaise est la fille du célèbre éditeur Andelo Sommaruga).

## Biographie
Après des études au lycée Louis-le-Grand puis à la Sorbonne, il effectue de nombreux voyages en Amérique du Sud. Engagé volontaire en 1939 dans la légion garibaldienne du colonel Marabini, il passe dans la Légion étrangère, obtient la nationalité française, participe à la Résistance dans le réseau "Ronsard", tandis qu'il écrit des critiques dans Comœdia et l'édition française du journal italien Il Tempo.
Devenu directeur en 1942, sur les conseils d'André Malraux et Jean Paulhan, de la galerie René Drouin (place Vendôme) dont Myriam Prévot est la collaboratrice, il y expose Kandinsky, Magnelli, Fautrier, Wols, Dubuffet, Mathieu, Fougeron, Gischia, Bissière, Pignon, Tal Coat, Le Moal, Manessier et Singier. Il reprend en 1948 la galerie Billiet (30, rue La Boétie, rebaptisée galerie Billiet-Caputo, où il continue d'exposer les jeunes peintres et crée avec Louis Carré le Comité professionnel des galeries d'art dont il est, succédant à Daniel-Henry Kahnweiler, le président durant dix-huit ans, puis le président d'honneur. 
À la fin de 1950, Paul Martin, industriel d'origine lyonnaise qui l'avait créée en 1942, cède la Galerie de France (rue du Faubourg-Saint-Honoré) à Myriam Prévot et Gildo Caputo. Présentant la plus large part des peintres de la non figuration et de l'abstraction lyrique, notamment Hans Hartung et Anna-Eva Bergman, Le Moal, Manessier, Zoran Mušič, Pignon, Mario Prassinos, Singier, Pierre Soulages, Zao Wou-Ki, ils font dans les années 1950 et 1960 de la Galerie de France l'une des plus importantes galeries d'art parisiennes. 

« La Galerie de France était alors une véritable institution, elle dominait la vie artistique internationale et était devenue le lieu d'exposition obligatoire de tout artiste venant du monde entier qui recherchait la consécration de Paris, pour quelque temps encore capitale mondiale de l'art. Grands prix internationaux pour ses artistes, expositions muséales tous azimuts (le Musée d'art moderne de la ville de Paris était devenu une véritable succursale de la galerie), listes d'attente pour les collectionneurs »

 écrit Jean-Robert Arnaud ("Cimaise", 1990, p. 7). 
Gildo Capto épouse Nathalie Berstein, dite Natha Caputo, puis, en secondes noces Aglaé Libéraki en 1968. Myriam Prévot s'étant suicidée en 1977, il quitte la Galerie de France en 1981 et meurt en 1987.

## Témoignage
« Lui et Myriam Prévot voulaient choisir par eux-mêmes leurs artistes, n'en conserver qu'un nombre réduit pour pouvoir bien s'en occuper. C'était un chercheur et il concevait son rôle comme un partage avec les collectionneurs de son enthousiasme et de la confiance qu'il avait en ses artistes. La Galerie de France était un lieu de rencontres avant d'être un lieu de commerce. »

 écrit Dina Vierny dans Gildo Caputo, "Cimaise", no 205, Paris, avril-mai 1990, p. 101.